# Bawełna (włókno)

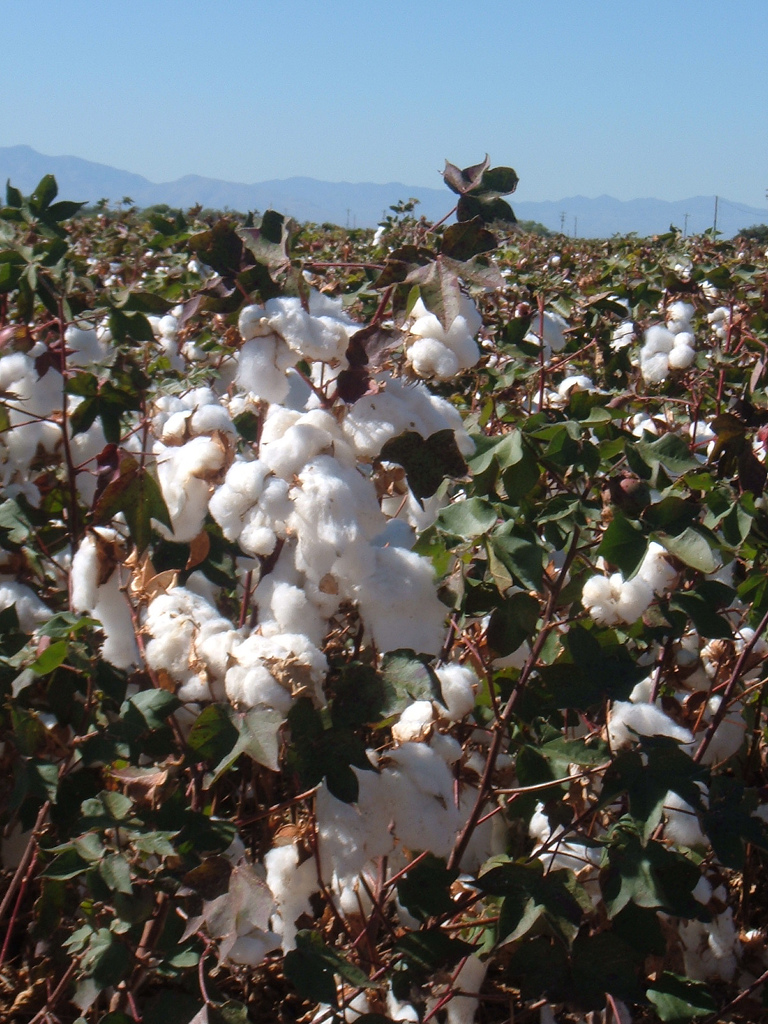
Gotowa do zbioru bawełna (Arizona, 2006)

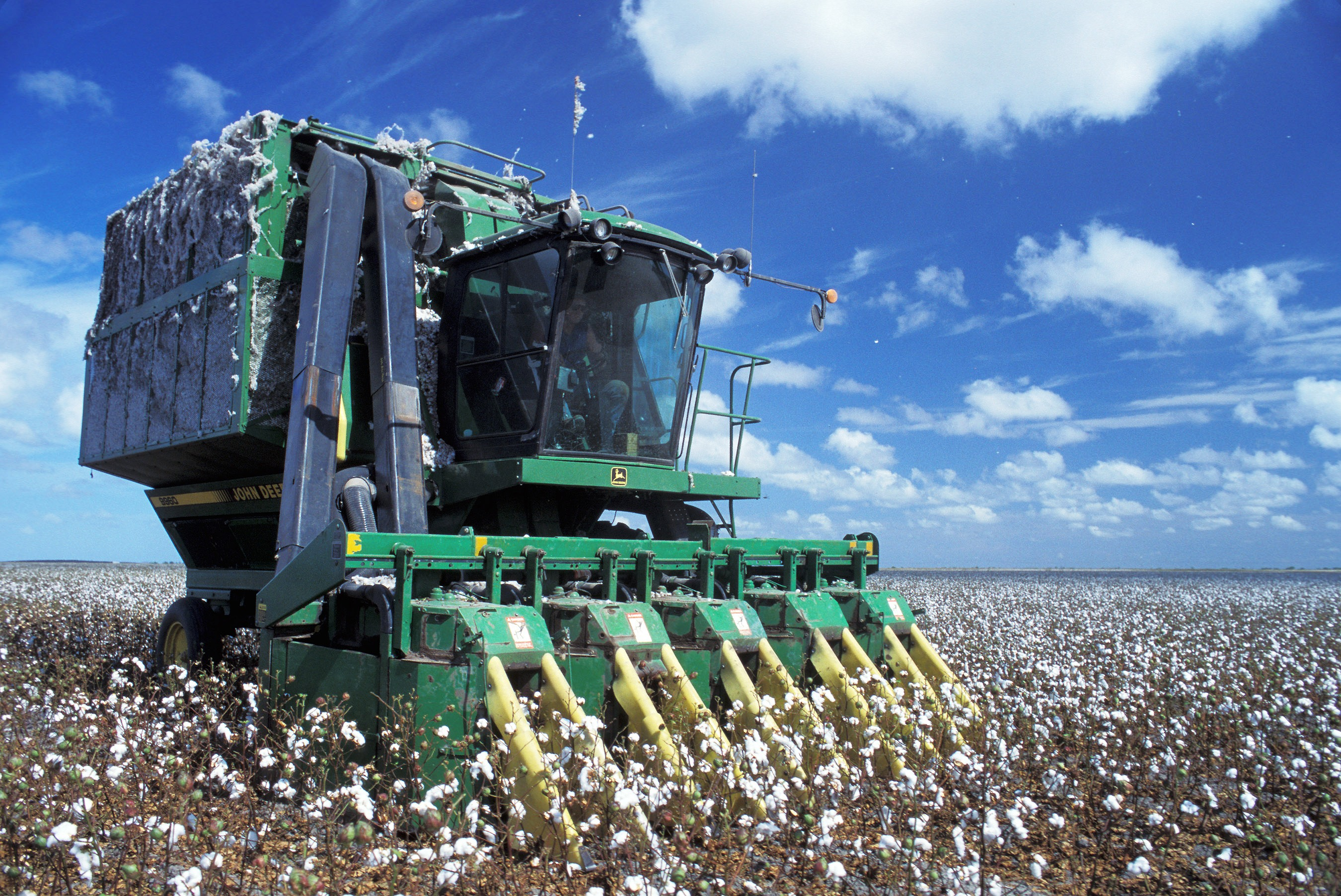
Zbiór bawełny kombajnem

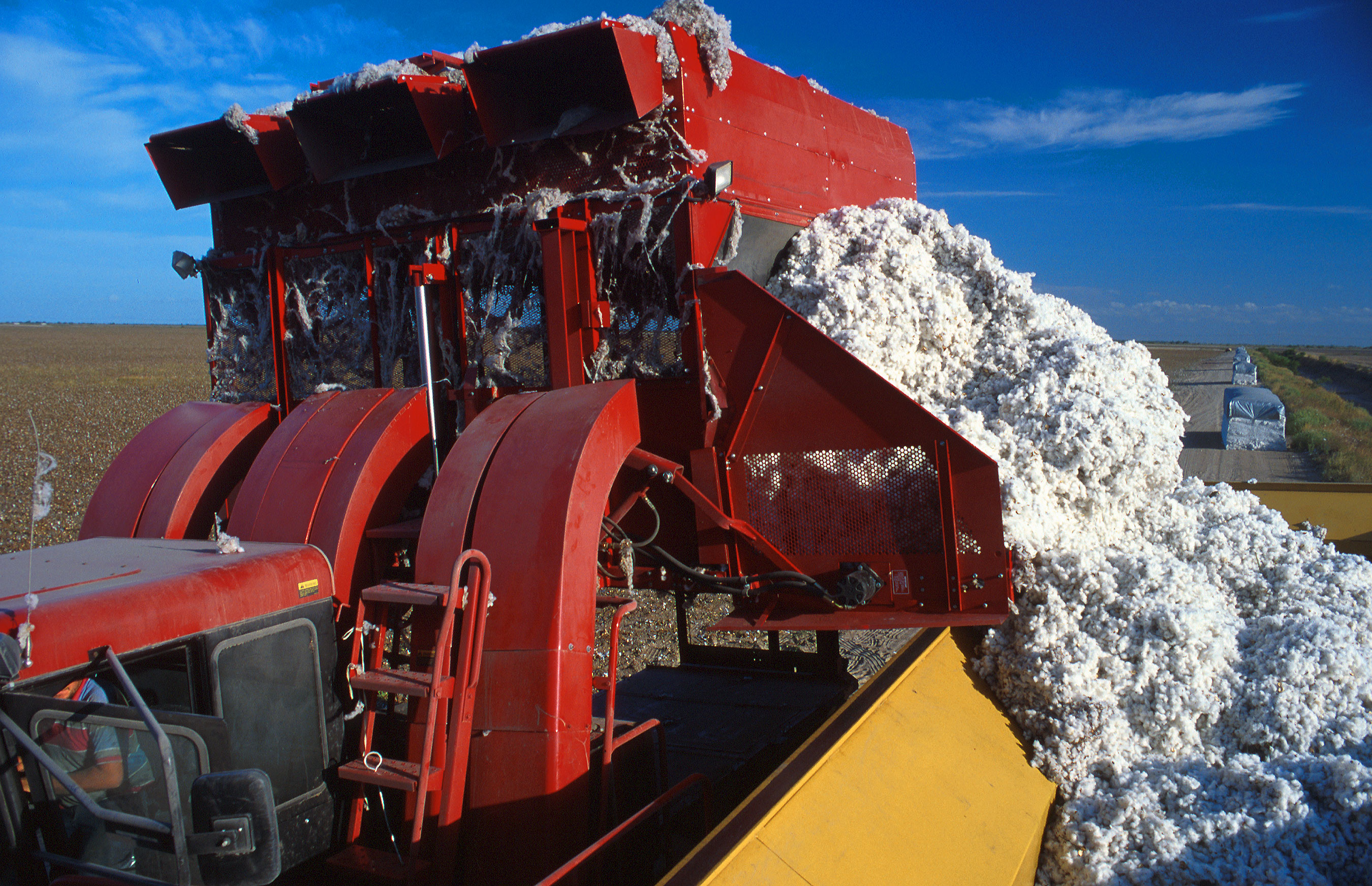
Zbiory bawełny w Teksasie

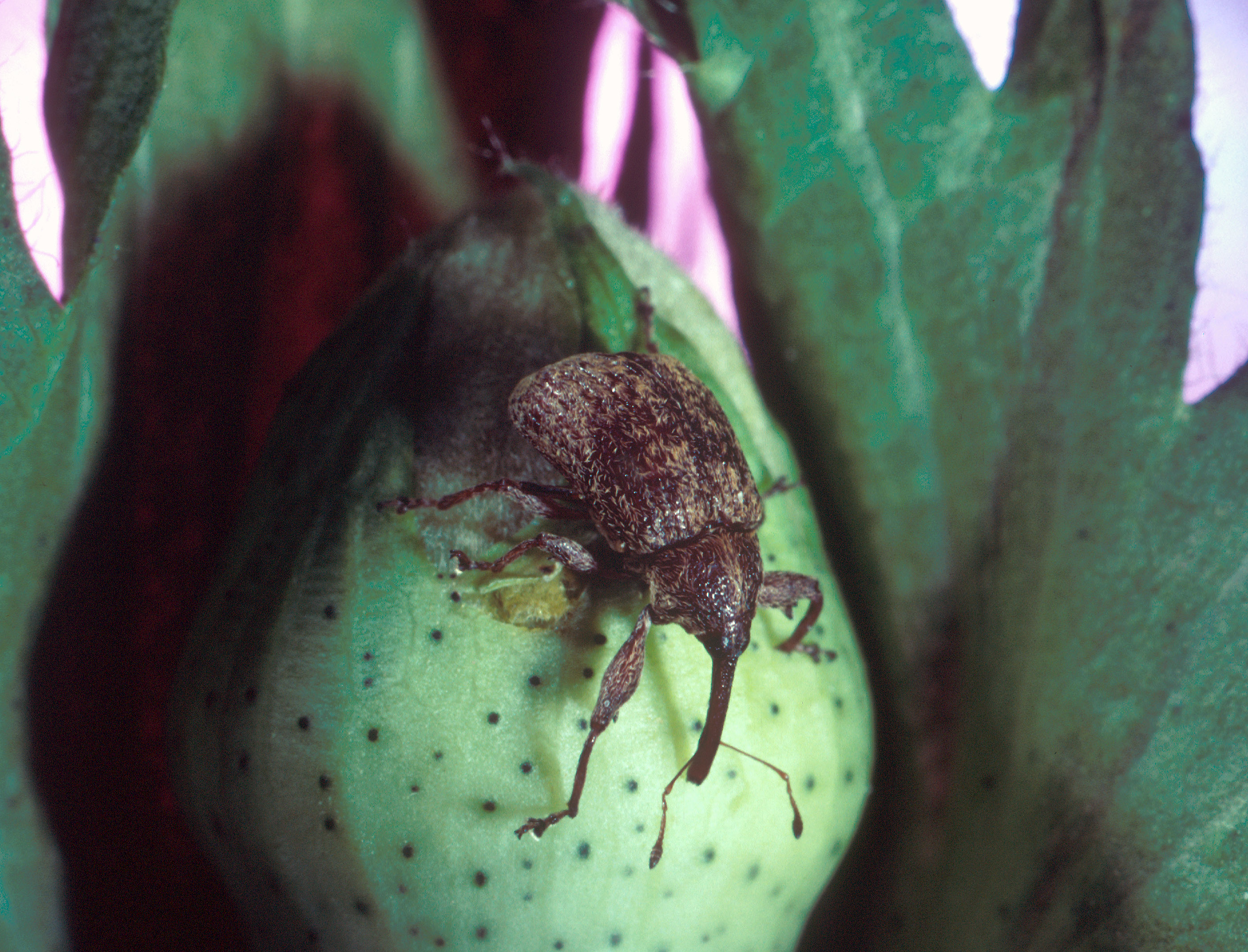
Szkodnik kwieciak bawełniany

Bawełna – włókno otaczające nasiona rośliny określanej tą samą nazwą – bawełny (Gossypium) o licznych zastosowaniach. Służy m.in. do wytwarzania miękkiej tkaniny – najpopularniejszej w przemyśle tekstylnym, a ze względu na silne własności absorpcyjne, także do produkcji materiałów opatrunkowych. Włókno bawełniane jest też stosowane w mieszankach włókien jako dodatek do wełny czy lnu.
Bawełna jest bardzo wydajną rośliną uprawną, ponieważ podczas przetwarzania traci tylko ok. 10% suchej masy. Po usunięciu śladowych ilości wosku i białek pozostaje czysta celuloza. Charakterystyczna budowa włókna bawełnianego nadaje mu naturalną wytrzymałość, trwałość i zdolność absorpcji. Każde włókno tworzy 20-30 warstw celulozy w kształcie lekko skręconej tasiemki o szerokości od 10 do 30 μm. Długość włókna bawełnianego waha się w granicach 10 do 22 mm (krótkowłóknista), 22 do 33 mm (średniowłóknista), 33 do 55 mm (długowłóknista). Gdy w procesie dojrzewania otoczka nasienna otwiera się, włókna zasychają, splatając się w płaskie, wstęgowate skupiska, idealne do przetworzenia na przędzę.

## Historia
Od tysiącleci bawełna  służyła na obszarach o klimacie tropikalnym do wytwarzania lekkich tkanin. Podejrzewa się, że Egipcjanie znali bawełnę już 12 tysięcy lat p.n.e., ślady włókien bawełnianych z ok. 7 000 p.n.e. znaleziono w jaskiniach w Meksyku, badania archeologiczne dowodzą, że różne gatunki bawełny uprawiano w Ameryce Południowej i Indiach kilka tysięcy lat temu. Najstarsza wzmianka o bawełnie w źródłach pisanych zawarta w Rygwedzie, pochodzi sprzed ponad 3 tysięcy lat. Ok. pięćset lat później grecki historyk Herodot pisał o indyjskiej bawełnie: Rosną tam dziko drzewa, których owocem jest wełna piękniejsza i lepsza od owczej. Mieszkańcy Indii wytwarzają z tej drzewnej wełny swe odzienie.
Pod koniec XVI wieku p.n.e. bawełnica weszła do uprawy w cieplejszych regionach obu Ameryk, Afryki i Eurazji.

## Produkcja
Produkcja bawełny w Indiach zmniejszyła się wraz z rewolucją przemysłową w Anglii, gdy wynaleziono maszyny włókiennicze, takie jak przędzarka (1764), rama przędzalnicza (1769) i mechaniczne krosno tkackie (1786), umożliwiające masową produkcję tkanin na gruncie brytyjskim. Kolejnym usprawnieniem stało się wynalezienie odziarniarki bawełny w 1793 r. przez Eliego Whitneya.
Dziś bawełnę produkuje się w wielu częściach świata – do wspomnianych wcześniej dołączyła Europa i Australia. Selektywna uprawa bawełnicy pozwoliła na zwiększenie wydajności. W 2002 r. obszary uprawne bawełnicy liczyły 330 tys. km², a zbiór czystej bawełny w tym roku wyniósł 21 mln ton o wartości 20 miliardów dolarów. Ceny bawełny 17 lutego 2010 na rynkach terminowych osiągnęły 2 dolary za buszel.
Przemysł bawełniany opiera się w dużej mierze na środkach chemicznych – nawozach i środkach owadobójczych, choć niektórzy plantatorzy skłaniają się ku metodom ekologicznym. Najgroźniejszym szkodnikiem bawełny jest kwieciak bawełniany (Anthonomus grandis). Obecnie bawełnę zbiera się głównie za pomocą maszyn, usuwających albo samo włókno, albo odrywających całe torebki nasienne. Drugi sposób sprawdza się szczególnie w rejonach wietrznych, po defoliacji (pozbawieniu roślin liści metodą chemiczną lub występującym w sposób naturalny po przymrozkach).
W Polsce przędza bawełniana zyskała na znaczeniu w XIX wieku, częściowo wypierając len. Jednym z ośrodków tkactwa bawełnianego w XIX wieku był Andrychów.

## Zastosowanie
Poza przemysłem tekstylnym bawełna znajduje zastosowanie w produkcji materiałów opatrunkowych, sieci rybackich, filtrów do kawy, papieru (banknoty dolarowe, a także ekskluzywne materiały piśmienne), prochu strzelniczego. Kiedyś używano jej do produkcji węży strażackich. Z ziaren bawełnicy wytwarza się olej, który po rafinacji nadaje się do konsumpcji. Pozostałe wytłoki stanowią wysokiej jakości karmę dla zwierząt hodowlanych.

## Bawełna zmodyfikowana genetycznie
Wprowadzając do bawełny geny bakterii Bacillus thuringiensis uzyskano genetycznie zmodyfikowaną odmianę, odporną na większość szkodników. Pozwoliło to ograniczyć użycie pestycydów niemal o 80%. Areał uprawny zmodyfikowanej rośliny szacowano na 20% całości upraw – 67 tys. km² w 2002 r. W 2003 r. ilość bawełny uzyskana z upraw zmodyfikowanych genetycznie wyniosła w USA 67% całości. Wprowadzenie genetycznie zmodyfikowanej bawełnicy w Australii okazało się porażką. Zbiory były o wiele niższe od przewidywanych, a rośliny zapylały się wzajemnie z innymi odmianami, co było przyczyną kłopotów prawnych plantatorów. Mimo to wprowadzenie drugiej odmiany zmodyfikowanej bawełnicy doprowadziło do wzrostu areału uprawnego roślin modyfikowanych do 15% całości w 2003 r. Od 2004 r. zakazano uprawy odmiany pierwotnej.

## Proces przetwarzania

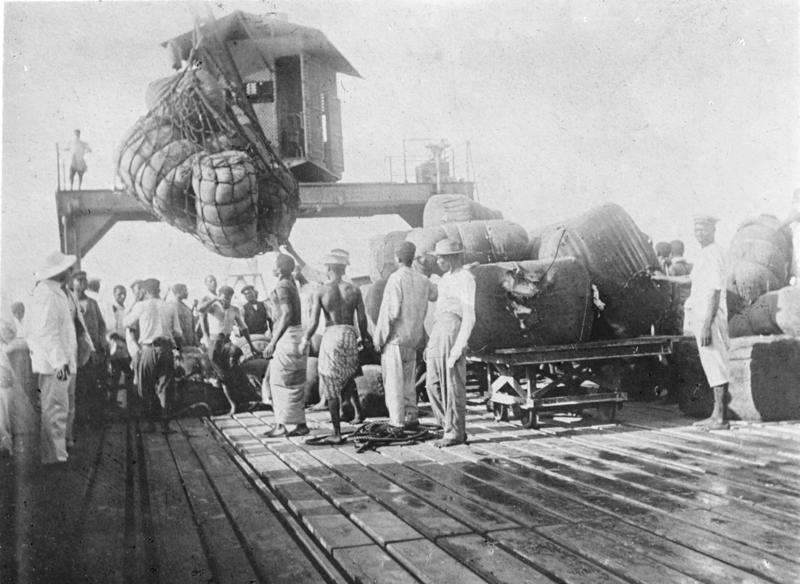
Załadunek bawełny w porcie Lomé w Togo, 1885

Od zbioru do uzyskania tkaniny bawełna przechodzi proces złożonego przetwarzania. Kolejne etapy to:
- odziarnianie,
- zgrzeblenie,
- przędzenie,
- tkanie.
W zależności od późniejszego zastosowania tkanina bawełniana musi przejść przez kolejne typowe procesy wykończenia:
- opalanie lub strzyżenie,
- dekatyzacja,
- odtłuszczanie,
- wybielanie,
- merceryzacja,
- farbowanie.

## Handlowe nazwy tkanin bawełnianych
- aksamit
- atłas
- baja
- barchan
- batyst
- cajg
- cwelich
- cyc
- drelich

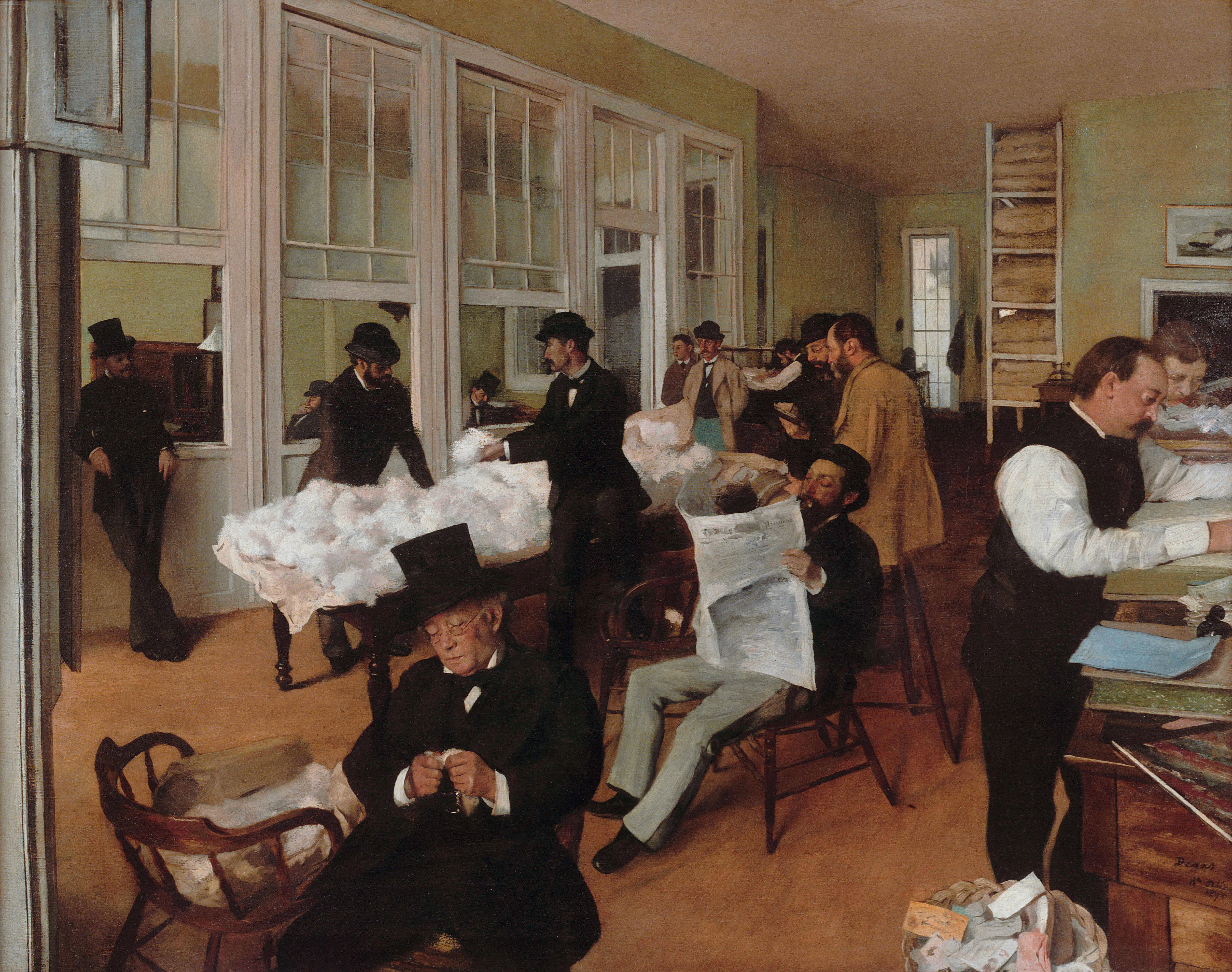
Kantor bawełny w Nowym Orleanie (mal. Edgar Degas, 1873)

- dymka – o splocie atłasowym, gładka, jednobarwna lub w pasy
- dżins
- etamina – o splocie płóciennym, na bluzki, suknie, zasłony
- inlet – gęsta tkanina pościelowa na wsypy
- kaliko
- kałmuk – gruba tkanina techniczna
- klot – gęsta, połyskliwa, podszewkowa
- kreton
- madapolam – cienka, gęsta tkanina o splocie płóciennym, na bieliznę i sukienki
- manczester
- markizeta
- merla
- metkal
- milanez – wysokogatunkowa tkanina podszewkowa
- moleskin
- molino
- molton
- nankin
- opal
- organdyna
- perkal
- pika
- popelina
- sarong
- satyna
- sztruks
- tarlatan – sztywna, krochmalona tkanina (np. na kostiumy teatralne)
- tiul